# Pieter Muntendam (boekdrukker)

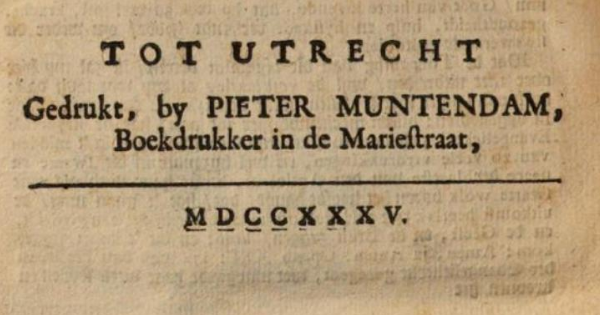
Het impressum in Ethans profeetische school [...] waaruit blijkt dat de drukkerij van Pieter Muntendam was gevestigd aan de Mariastraat, Utrecht

Pieter Muntendam (1696 -1775), zoon van Gerrit Muntendam en Catharina ’s Heerenberg, was een boekdrukker gevestigd in Utrecht. Hij was werkzaam van 1723 tot 1768.

## Leven
Pieter Muntendam werd geboren op 22 oktober 1696 in Utrecht en gedoopt op 25 oktober in de Buurkerk. Zijn vader, Gerrit (ook: Gerard) Muntendam, was boekdrukker van beroep. De drukkerij van Gerrit Muntendam was na zijn dood in 1710 eigendom van zijn weduwe, Catharina,  die het in 1721 verkocht aan hun zoon Anzelmus Muntendam, een broer van Pieter Muntendam.
Op 6 juni 1718 trouwde Pieter Muntendam met Maria Burger (ook: Borger) in de Sint-Catharinakathedraal. Zij kregen samen acht kinderen in de periode van 1719 tot 1729, waarvan alleen Nicolaas (1720-1810) en Johannes (1729-1796) hun jeugd overleefden.  Hij overleed op 9 juni 1775.

### Boekdruk
Pieter Muntendam was werkzaam als boekdrukker van 1723 tot 1768. In deze periode drukte hij circa negentig verschillende boeken, voornamelijk geschreven in het Nederlands en het Latijn. Het bruiloftsdicht Ter vergelding voor het gedane werk van den tegenwoordige heer bruydegom Reinier Oortman, met mejuffrouw bruyt Cornelia Elisabet Swildens, wed: van Dominicus van den Ham zalr. door den huwlykx-bant vereenigt binne Leyden, den 5 sept: des jaers 1723 was waarschijnlijk zijn eerste werk. Hij werkte regelmatig samen met boekverkopers Willem Kroon, Johannes Evelt en Etienne Neaulme.
De drukkerij van Pieter Muntendam was gelegen in de Mariastraat in Utrecht. Hij kocht een pand in de Mariastraat in 1734, dus mogelijk was hij tot dan toe niet de eigenaar van het pand waar hij in werkte.
Na zijn overlijden kocht zoon Joan (Johannes) Muntendam in 1775 de drukkerij over van zijn moeder, Maria Burger.

## Werken

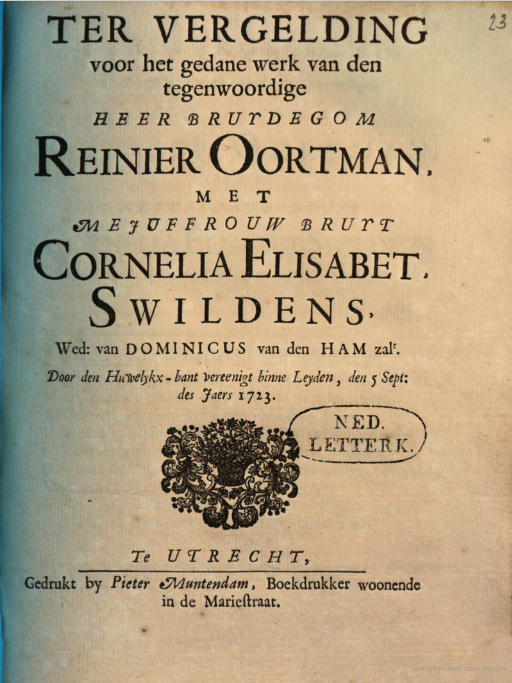
Titelpagina van Ter vergelding voor het gedane werk [...] met Muntendams impressum

- Titelpagina van Ter vergelding voor het gedane werk [...] met Muntendams impressumI. van Doorn (1723), Ter vergelding voor het gedane werk van den tegenwoordige heer bruydegom Reinier Oortman, met mejuffrouw bruyt Cornelia Elisabet Swildens, wed: van Dominicus van den Ham zalr. door den huwlykx-bant vereenigt binne Leyden, den 5 sept: des jaers 1723.[14]
- Torquato Tasso (1725), Aminta favola boscareccia.
- Manuel Philes (1730), De animalium proprietate.[15]
- Gottfried Sellius (1733), Natuurkundige histori van den zeehoutworm, ofte Houtvreeter, zynde koker- en meerschelpigh; inzonderheit van den Nederlantschen. Eerste deel.[16]
- Quintus Smyrnaeus (1734), Prætermissorum ab Homero libri XIV.[17]
- Pieter van der Schelling (1736), Weergalooze byzonderheid van het eeuwgetyde der hooge schoole te Utrecht.[18]
- Jacob Campo Weyerman (1737), Verdeediging van Jakob Campo Weyerman tegens Alexander Le Roux.[19]
- Jacob Campo Weyerman (1737), Piet fopt Jan en Jan fopt Piet, ofte boertige en ernstige zamenspraak, tusschen een protestant, jansenist en jesuit, waar in de nieuwerwetsche mirakelen van den abt Paris, en 't boek van den Hr. de Montgeron, tot verdediging derzelve, onderzocht en beredeneert worden.[20][21]
- Petrus Dathenus, Cornelis de Leeuw (1746), De honderd en vyftig psalmen des propheten Davids, en eenige andere lofsangen.[22]
- Cornelis van Bosvelt(1748), Op het huwelyk van den heere Jan Pieter Lobé, en jongvrouwe Kornelia Minuict.
- Joan Stouw (1763), Het eerste eeuwgetijde van het boekdrukkers en boekverkoopers gilde binnen Utrecht.[23]